# The G Spot and Other Recent Discoveries About Human Sexuality
The G Spot and Other Recent Discoveries About Human Sexuality é um livro de Alice Kahn Ladas, Beverly Whipple [en] e John D. Perry que defende a existência do Ponto Gräfenberg e foi responsável por popularizar o termo "ponto G". O livro foi publicado em 1982, tornando-se um best-seller internacional e figurando na lista de mais vendidos do The New York Times, sendo traduzido para 19 idiomas. Publicado pela editora Holt, Rinehart e Winston, o livro, conforme sugerido por Ladas, é uma combinação de um relato popular baseado em três artigos acadêmicos previamente publicados pelos autores no ano anterior.